# Lješevo
Lješevo är en ort i Bosnien och Hercegovina.   Den ligger i entiteten Federationen Bosnien och Hercegovina, i den centrala delen av landet, 18 km nordväst om huvudstaden Sarajevo. Lješevo ligger 450 meter över havet och antalet invånare är 994.
Terrängen runt Lješevo är huvudsakligen kuperad. Lješevo ligger nere i en dal.Runt Lješevo är det ganska tätbefolkat, med 93 invånare per kvadratkilometer.. Närmaste större samhälle är Sarajevo, 18,3 km sydost om Lješevo. 
Omgivningarna runt Lješevo är en mosaik av jordbruksmark och naturlig växtlighet.